# Jungle (Kiss)
Jungle è un singolo della band hard rock statunitense Kiss, pubblicato nel 1997, all'interno dell'album Carnival of Souls: The Final Sessions. È stato anche pubblicato come singolo promozionale dell'album stesso, ed è stato successivamente incluso nella compilation, del 2014, Kiss 40, che conteneva una traccia da ogni album dei Kiss.
Sebbene i Kiss non abbiano mai eseguito la traccia dal vivo, negli anni successivi sarebbe stata eseguita da Bruce Kulick ed Eric Singer, come parte dell'Eric Singer Project, da cui fu inclusa nell'album dei quest'ultimi, ovvero il Live at the Marquee DVD.

## Antefatti e composizione
Questo brano è la sesta traccia dell'album in studio della band del 1997 Carnival of Souls: The Final Sessions. ed è stata scritta da Paul Stanley insieme a Bruce Kulick e Curtis Cuomo.

Con una durata di 6:49, la canzone è la più lunga che i Kiss abbiano mai registrato su un album in studio.

In Encyclopedia Of Kiss, di Brett Weiss dice che la canzone ha un "riff semi-funky grunge-lite" che "ricorda la hit americana dei Collective Soul", ovvero Shine.

## Successo commerciale
Il brano è entrato nelle rotazioni radiofoniche statunitensi, scalando le classifiche rick di Airplay, nonostante la mancanza di promozione.

## Formazione
- Paul Stanley - voce principale e cori
- Bruce Kulick - chitarra elettrica, basso
- Eric Singer - batteria

## Classifiche

### Classifiche settimanali
| Classifica (1997)                     | Posizione massima |
| ------------------------------------- | ----------------- |
| Stati Uniti (Mainstream Rock Airplay) | 8                 |
| Stati Uniti (Active Rock)             | 10                |
| Stati Uniti (Heritage Rock)           | 10                |

## Premi
Il brano ha vinto, nel 1997, il Metal Edge Readers' Choice Award come Canzone Dell'Anno.
| Anno | Candidatura | Premio                                             | Risultato |
| ---- | ----------- | -------------------------------------------------- | --------- |
| 1997 | Jungle      | Metal Edge Readers' Choice Award: Song of the Year | Vittoria  |

## Apparizioni in album
- 1997 - Carnival of Souls: The Final Sessions[5]
- 2014 - Kiss 40[6]

## Tracce
- Lato A: Jungle (Radio Edit)
- Lato B: Jungle (Full Version)